# Landtagswahlkreis Dortmund I
Der Landtagswahlkreis Dortmund I ist ein Landtagswahlkreis in Dortmund in Nordrhein-Westfalen. Er umfasst die Kommunalwahlbezirke 4, 8 bis 10, 36, 37, 39 bis 41 der kreisfreien Stadt Dortmund. Sein Gebiet erstreckt sich somit über die westliche Kernstadt und den nordwestlichen Teil des Stadtgebiets.

## Geschichte
Von 1980 bis 1995 bildeten die Stadtbezirke Huckarde und Innenstadt-West den Wahlkreis Dortmund I. Zur Wahl 2000 wurde ein Teil von Huckarde an den Wahlkreis Landtagswahlkreis Dortmund III abgetreten. Seit der Landtagswahl 2005 umfasste der Wahlkreis die Stadtbezirke Innenstadt-West, Huckarde und Mengede. Seit der Wahl 2022 orientiert sich der Zuschnitt an den Kommunalwahlbezirken. Der Zuschnitt des Wahlkreises Dortmund I veränderte sich dabei kaum.

## Landtagswahl 2022
Die Landtagswahl fand am 15. Mai 2022 statt. Ralf Stoltze wurde mit 33,7 % direkt in den Landtag gewählt. Die Wahlbeteiligung betrug 51,1 %.
| Direktkandidat       | Partei | Partei                | Erststimmen in % | Zweitstimmen in % |
| -------------------- | ------ | --------------------- | ---------------- | ----------------- |
| Andreas Flur         |        | CDU                   | 20,7             | 20,9              |
| Ralf Stoltze         |        | SPD                   | 33,7             | 32,2              |
| Michael Röls         |        | Bündnis 90/Die Grünen | 24,8             | 24,3              |
| Melina Närdemann     |        | FDP                   | 4,0              | 4,6               |
| Peter Bohnhof        |        | AfD                   | 5,7              | 5,6               |
| Kevin Götz           |        | Die Linke             | 3,0              | 3,3               |
| Bettina Neuhaus      |        | Die PARTEI            | 3,8              | 2,6               |
| Werner Gnad          |        | dieBasis              | 0,9              | 0,8               |
| Angelika Remiszewski |        | Tierschutzpartei      | 2,2              | 1,8               |
| Rawand Salih         |        | Volt                  | 0,8              | 0,8               |
| Sarah-Ines Rißmann   |        | MLPD                  | 0,3              | 0,2               |
| –                    |        | Sonstige              | –                | 2,9               |

## Landtagswahl 2017
Wahlberechtigt waren 90.135 Einwohner, von denen sich 60,3 % an der Wahl beteiligten.
| Direktkandidat    | Partei   | Erststimmen in % | Zweitstimmen in % |
| ----------------- | -------- | ---------------- | ----------------- |
| Armin Jahl        | SPD      | 39,9             | 37,4              |
| Uwe Wallrabe      | CDU      | 23,9             | 20.7              |
| Svenja Noltemeyer | GRÜNE    | 9,2              | 8,6               |
| Oliver Kayser     | FDP      | 6,8              | 8,5               |
| Torsten Sommer    | PIRATEN  | 2,4              | 1,4               |
| Ingo Meyer        | LINKE    | 8,3              | 8,1               |
| Peter Bonhof      | AfD      | 8,4              | 9,2               |
| Sonstige          | Sonstige | 1,1              | 6,1               |

Der Wahlkreis wird im Landtag durch den direkt gewählten Wahlkreisabgeordneten Armin Jahl (SPD) vertreten, der dem Parlament seit 2010 angehört. Der bisherige Piratenabgeordnete Torsten Sommer scheiterte mit seiner Partei an der 5-%-Hürde und schied so aus dem Landtag aus.

## Landtagswahl 2012
Wahlberechtigt waren 91.632 Einwohner.
| Direktkandidat          | Partei   | Erststimmen in % | Zweitstimmen in % |
| ----------------------- | -------- | ---------------- | ----------------- |
| Patrick Bartsch         | CDU      | 18,0             | 15,0              |
| Armin Jahl              | SPD      | 50,9             | 48,0              |
| Daniela Schneckenburger | GRÜNE    | 13,9             | 14,7              |
| Berthold Gerhard Budde  | FDP      | 2,7              | 4,4               |
| Hans-Christian Tödt     | LINKE    | 4,1              | 3,8               |
| Torsten Sommer          | PIRATEN  | 10,4             | 9,9               |
| –                       | Sonstige | –                | 4,2               |

## Landtagswahl 2010
Wahlberechtigt waren 91.521 Einwohner.
| Direktkandidat          | Partei  | Erststimmen in % | Zweitstimmen in % |
| ----------------------- | ------- | ---------------- | ----------------- |
| Patrick Bartsch         | CDU     | 24,4             | 22,0              |
| Armin Jahl              | SPD     | 46,1             | 43,6              |
| Daniela Schneckenburger | GRÜNE   | 15,6             | 15,0              |
| Iris Bernert-Leushacke  | LINKE   | 8,1              | 8,3               |
| Marc Hövermann          | FDP     | 2,7              | 3,9               |
| Christian Galle         | NPD     | 1,8              | 1,4               |
| Alfred Loeber           | RENTNER | 1,2              | 0,9               |

## Landtagswahl 2005
Wahlberechtigt waren 91.843 Einwohner.
| Direktkandidat           | Partei | Stimmen in % |
| ------------------------ | ------ | ------------ |
| Annegret Krauskopf       | SPD    | 49,4         |
| Jörg Tigges              | CDU    | 30,8         |
| Sandro Barbato           | FDP    | 3,6          |
| Helga Hilbert-Zamfirescu | GRÜNE  | 8,5          |
| Hermann Lill             | REP    | 0,8          |
| Karl Krämer              | PDS    | 1,9          |
| Karl Lorenz              | BüSo   | 0,4          |
| Frank Willi Kammermeier  | NPD    | 1,4          |
| Uwe Lagoda               | WASG   | 3,1          |